# 新峴站 (京畿道)
新峴站（：／ Sinhyeon yeok */?）是西海線沿線的一座地下車站，位於韓國京畿道始興市米山洞。

## 車站結構
站體為2面2線側式月台的地下車站，候車月台設有月台幕門，並有2處出口。

### 月台配置
| ↑ 新川     |
| \| 下      |
| 始興市廳 ↓ |

| 月台 | 路線              | 目的地                   |
| ---- | ----------------- | ------------------------ |
| 上行 | ●首都圈電鐵西海線 | 始興大也、素砂方向       |
| 下行 | ●首都圈電鐵西海線 | 始興市廳、草芝、元時方向 |

## 歷史
- 2018年6月16日：落成啟用。

## 車站周邊
- 官谷池（朝鲜语：관곡지）
- 浦洞生活體育公園
- 新峴洞行政福利中心

## 圖片

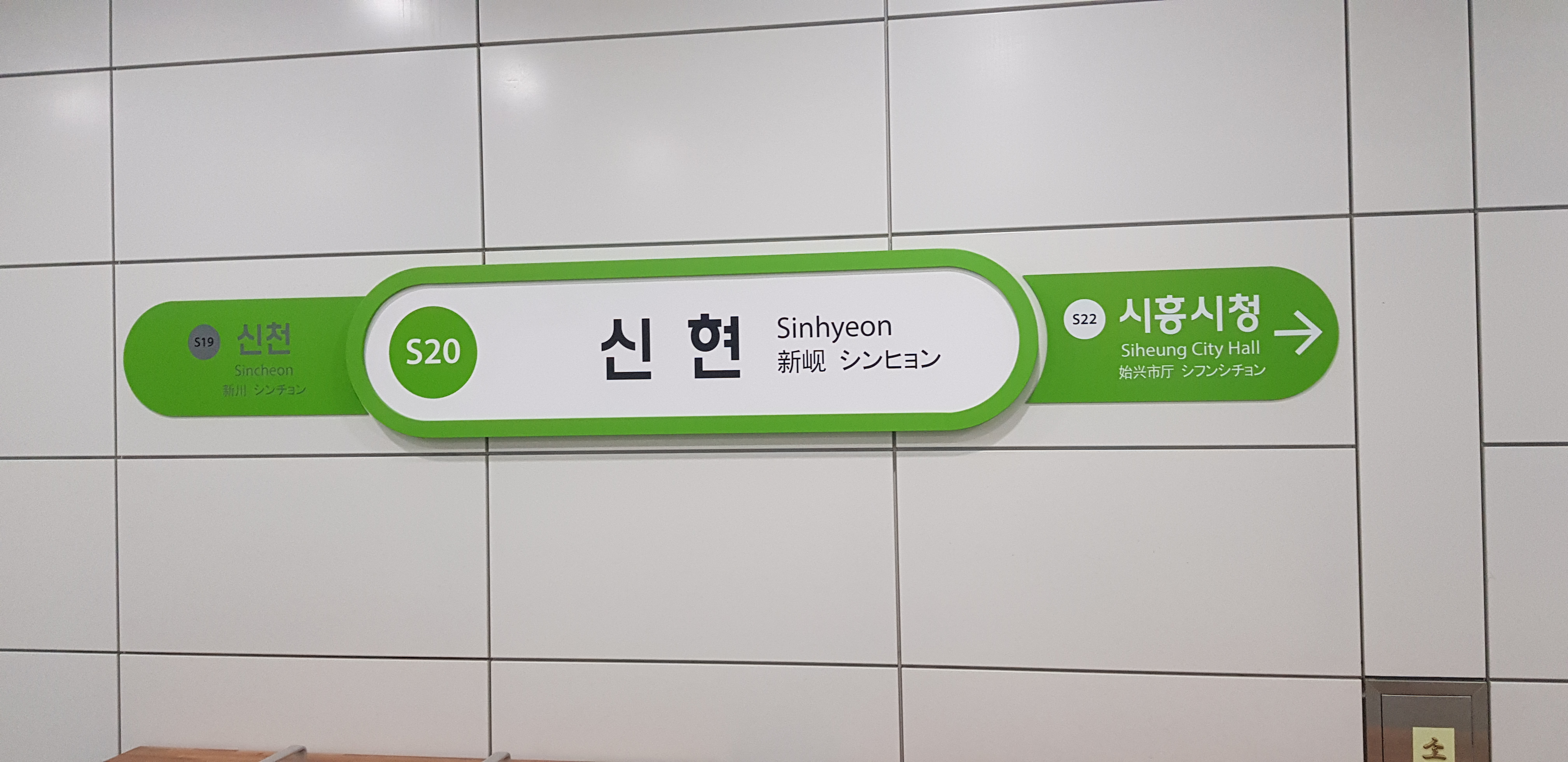
站名牌
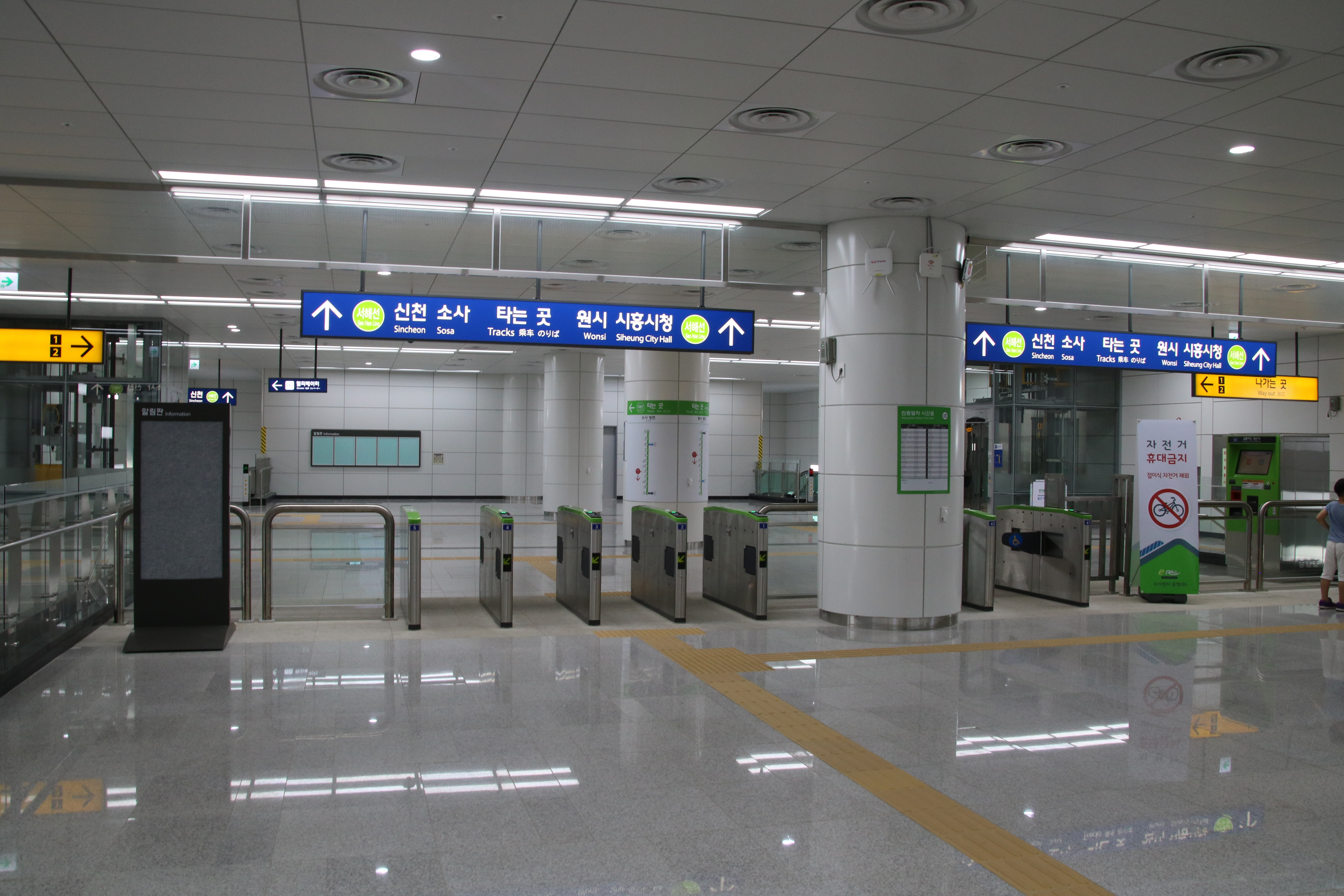
剪票閘口
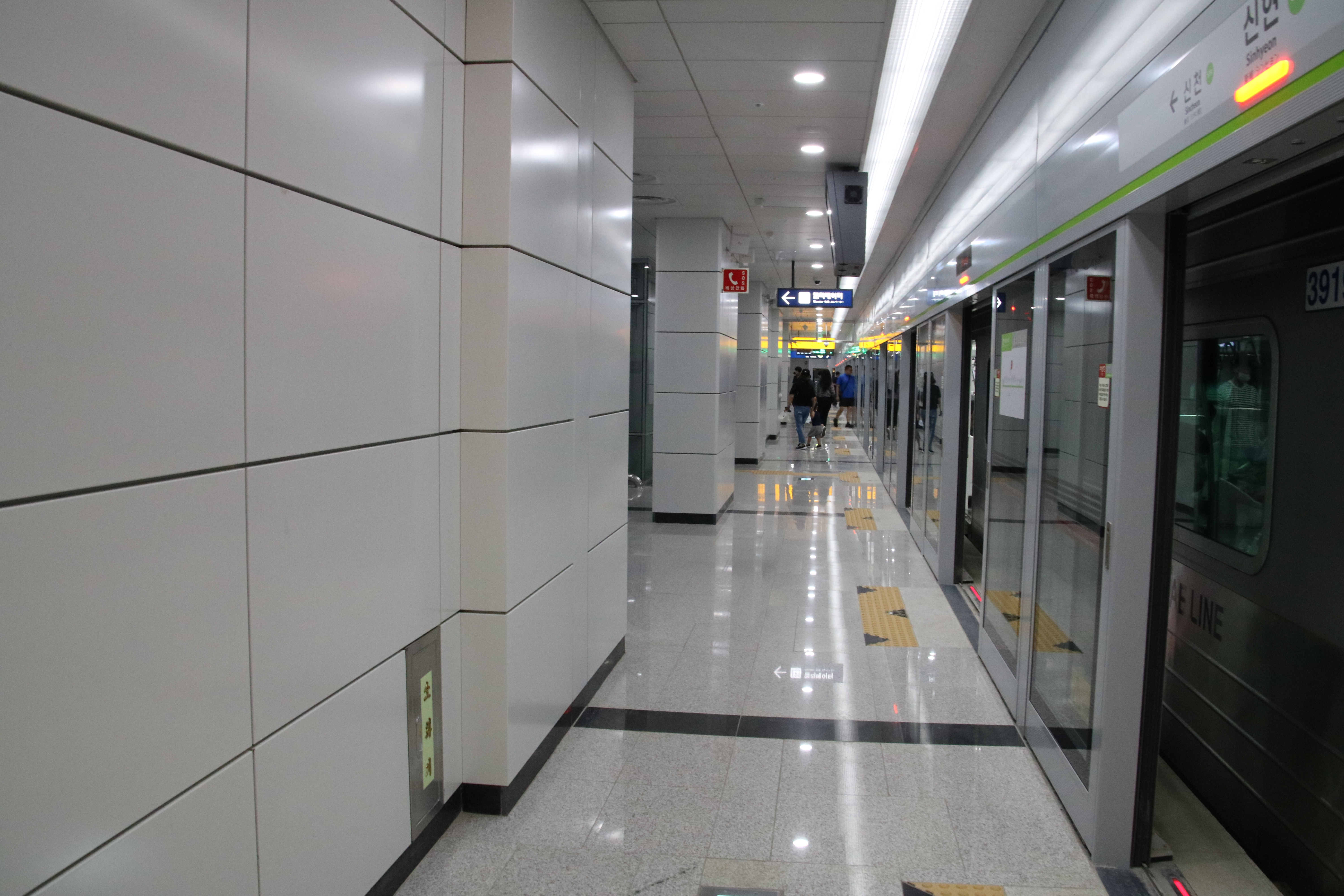
候車月台
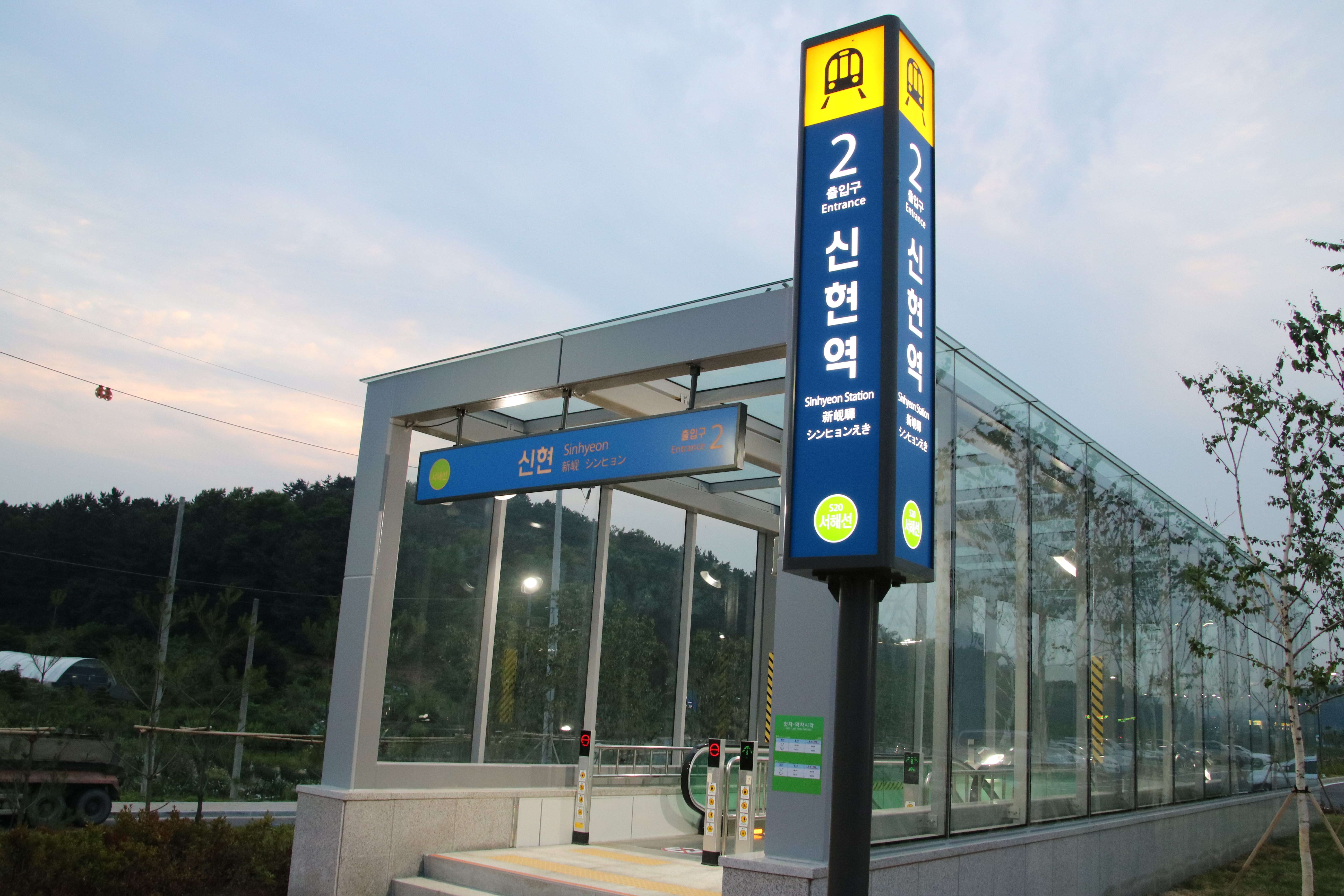
2號出口

## 相鄰車站
韓國鐵道公社
●首都圈電鐵西海線
新川（S19）－新峴（S20）－始興市廳（S22）